# Любинская улица (Львов)
Лю́бинская улица — одна из магистральных улиц во Львове (Украина). Начинается от Городоцкой улицы в районе Пригородного железнодорожного вокзала и продолжается до здания Львовского аэропорта.
В застройке улицы представлены классицизм, сецессия, но в основном — конструктивизм, массовые постройки советского периода.
Любинскую улицу значительно расширили в конце 1960-х — в начале 1970-х, однако за перекрёстком с улицей Выговского по дороге к аэропорту с левой стороны сохранилась старая часть улицы от № 171 до № 191; в этой же части к улице прилегает Скниловский парк, с правой — микрорайон Сриблястый.
По улице проходят троллейбусные маршруты № 9 и 10. Также улицу с другими микрорайонами связывает большое количество маршрутных такси.

## Названия

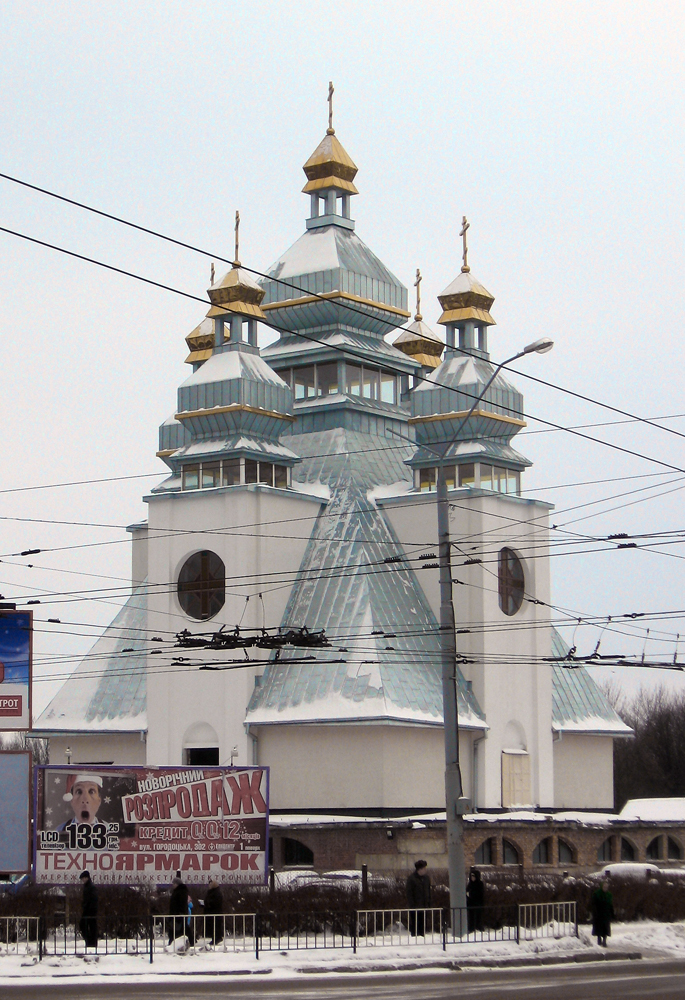
Церковь на пересечении улиц Любинской и Выговского

В середине XIX века носила название Богдановка, с 1871 — Дорога Любенская, так как направлялась к городку Великий Любень, современное название с 1944 года. Часть улицы от железнодорожного моста до аэропорта в 1980-х носила название проспекта Победы в честь 40-летия победы СССР в Великой Отечественной войне; в 1990-х эту часть улицы решением городского совета вновь переименовали в Любенскую улицу.

## Инфраструктура
- № 83 часовня Вознесения Господнего Украинской православной церкви Киевского патриархата, построенная в 1998 году, позже были начаты работы по перестройке часовни в двухъярусный храм.
- № 92 — «Дом мебели», сооруженный в 1985 году.
- № 93 — здание кинотеатра «Октябрь» (построено в 1970-е), который сначала был переименован в «Жовтень», затем в «Галичина», а затем закрыт и разобран.
- № 100 — Дом общественного питания, построенный в 1978. В советское время здесь был популярный ресторан «Молодёжный», который в 1990-х переименовали в «Эдельвейс».
- № 168 — Львовский аэропорт, построен в 1955 году.